# Ferdynand I Habsburg (cesarz austriacki)
Ferdynand I Habsburg-Lotaryński zwany Dobrotliwym (niem. Ferdinand I) (ur. 19 kwietnia 1793, zm. 29 czerwca 1875) – cesarz austriacki w latach 1835-1848, król Węgier 1830-1848 (jako Ferdynand V; koregent do 1835). W czasie jego panowania przeprowadzono uwłaszczenie chłopów i zniesiono pańszczyznę.

## Życiorys

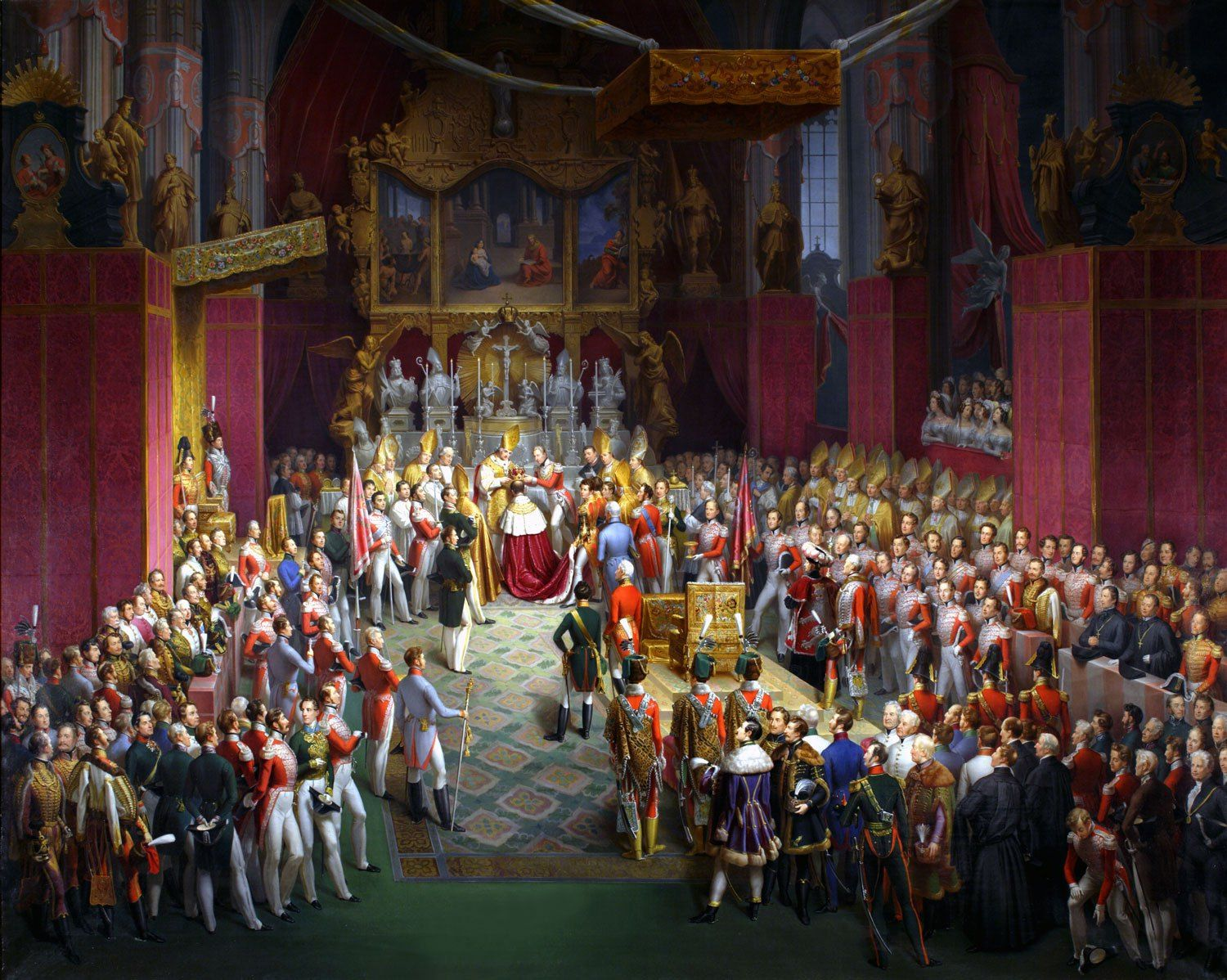
Koronacja Ferdynanda w Pradze

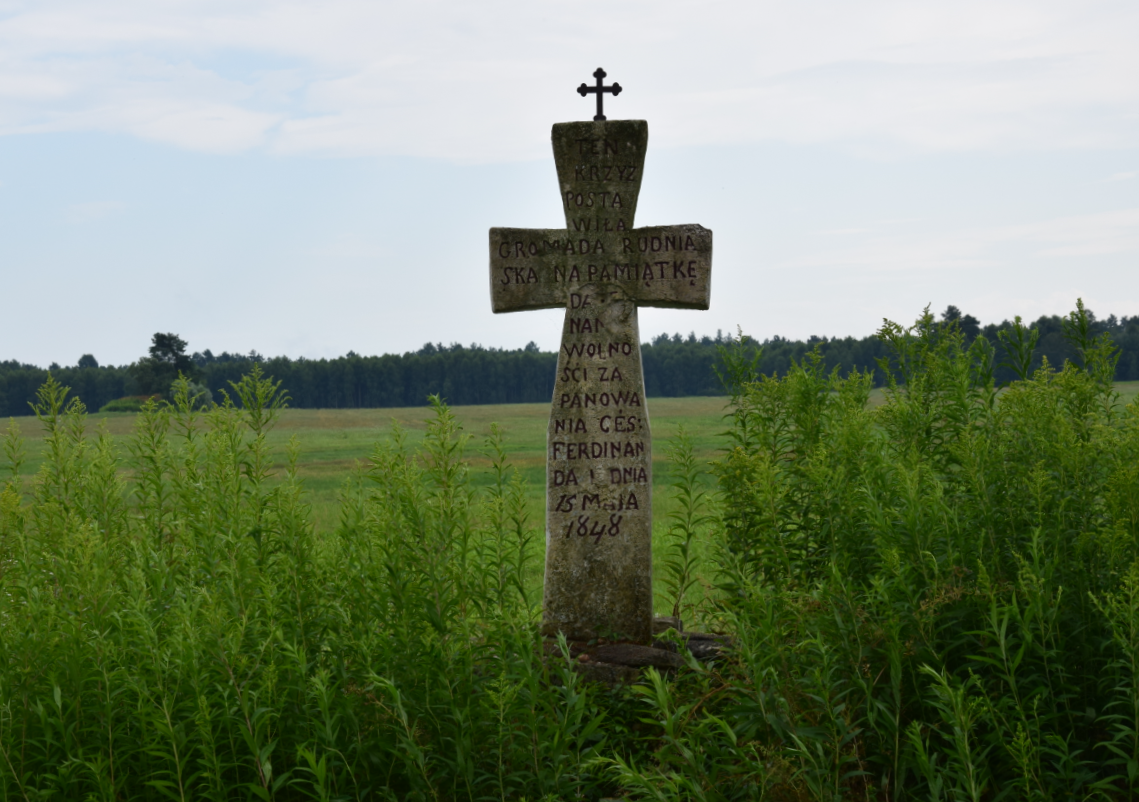
Jeden z wielu krzyży pańszczyźnianych wzniesiony z inicjatywy galicyjskich chłopów upamiętniający zniesienie pańszczyzny w 1848 roku, w okresie panowania cesarza Ferdynanda I Habsburga. Na pomniku napis: TEN KRZYŻ POSTAWIŁA GROMADA RUDNIASKA NA PAMIĄTKĘ DANIA NAM WOLNOŚCI ZA PANOWANIA CES: FERDINANDA I DNIA 15 MAJA 1848

Ferdynand, syn Franciszka Habsburga i Marii Teresy Burbon, urodził się 19 kwietnia 1793 roku. Cudem przeżył poród. Został utrzymany przy życiu dzięki wielkiemu wysiłkowi pielęgniarek i lekarzy. Cierpiał na epilepsję, krzywicę i wodogłowie. Z powodu choroby nigdy nie przeszedł zwyczajowego procesu edukacji. Późno nauczył się chodzić, jego zachowanie budziło niepokój wychowawców. Uczył się niewiele: czytania i pisania, jazdy konnej, tańca, szermierki, ponadto brał lekcje gry na fortepianie. Jego ulubionymi dziedzinami były botanika, heraldyka i nauki technologiczne. Miał talent do rysunku.
W 1830 koronowany na króla Węgier jako Ferdynand V. Koronacja miała miejsce jeszcze za życia jego ojca cesarza Franciszka, na co wyraził zgodę Sejm węgierski (na żądanie rządu austriackiego). W 1835 przejął po ojcu koronę Cesarstwa Austriackiego, Królestwa Lombardii i Wenecji oraz Królestwa Czeskiego. Był ostatnim koronowanym królem Czech (7 września 1836). Z powodu upośledzenia umysłowego i epilepsji cesarz nie był sam w stanie rządzić swoim imperium. Ferdynand I nie został jednak ubezwłasnowolniony i oficjalnie sprawował rządy. Teatr odgrywany przez dwór miał, zgodnie z intencją Franciszka I, zapobiec utracie wiary w dynastię przez poddanych. Sprawami państwowymi kierowała rada regencyjna (niem. Geheime Staatskonferenz – Tajna Konferencja Państwowa) którą powołano aby upośledzony umysłowo cesarz nie mógł sprawować władzy monarchy absolutnego, wynikającej z zasad legalizmu. Główną rolę odgrywali w niej: arcyksiążę Ludwik Habsburg (stryj Ferdynanda), książę Klemens Lothar von Metternich, hrabia Franz Anton von Kolovrat-Libštejnský. Do 1842 roku w radzie zasiadał także stroniący od polityki młodszy brat cesarza, arcyksiążę Franciszek Karol Habsburg (którego syn Franciszek Józef miał potem, w wyniku rewolucji, objąć tron). Cesarz Ferdynand nie lubił Metternicha, jednak ufał mu w kwestiach politycznych i popierał większość jego działań, łącznie ze stanowczym tłumieniem buntów.
Ożeniony z Marią Anną, córką króla Sardynii Wiktora Emanuela I.
W obliczu wybuchu Wiosny Ludów (1848) Ferdynand w marcu usunął Metternicha ze stanowiska, a 25 kwietnia zgodził się na nadanie konstytucji. W maju, w obawie przed agresją ludu wiedeńskiego, cesarz wraz z dworem wyjechał do Innsbrucku. Za namową swojego nowego premiera księcia Felixa Schwarzenberga oraz cesarzowej Marii Anny Ferdynand I abdykował. 2 grudnia w Pałacu Arcybiskupim w Ołomuńcu Ferdynand abdykował na rzecz swojego bratanka Franciszka Józefa I. Resztę życia spędził w Pradze, mieszkając w tamtejszym zamku królewskim. Zmarł w zapomnieniu. Został pochowany w Krypcie Cesarskiej w kościele Kapucynów w Wiedniu. 
Nie pozostawił potomków.

## Odznaczenia
- Wielki Mistrz Orderu Złotego Runa[11][12]
- Wielki Mistrz Orderu Marii Teresy[11][12]
- Wielki Mistrz Orderu Świętego Stefana[11][12]
- Wielki Mistrz Orderu Leopolda[11][12]
- Wielki Mistrz Orderu Korony Żelaznej[11][12]
- Krzyż Wielki Orderu Legii Honorowej (Francja)
- Krzyż Wielki Orderu Krzyża Południa (Brazylia)
- Krzyż Wielki Orderu Chrystusa (Portugalia)
- Order Najwyższy Świętego Zwiastowania nadany w 1831 r. przez Karola Feliksa króla Sardynii[13]
- Krzyż Wielki Orderu Świętego Ferdynanda (Sycylia)
- Krzyż Wielki Orderu Korony (Wirtembergia)
- Krzyż Wielki Orderu Sokoła Białego (Weimar)
- Krzyż Wielki Orderu Wierności (Badenia)
- Krzyż Wielki Orderu Lwa Zeryngeńskiego (Badenia)
- Krzyż Wielki Orderu Lwa Złotego (Hesja)
- Krzyż Wielki Orderu Ludwika (Hesja)
- Krzyż Wielki Orderu Ernestyńskiego (Saksonia)
- Krzyż Wielki Orderu Albrechta Niedźwiedzia (Anhalt)
- Krzyż Wielki Orderu Gwelfów (Hanower)
- Order Słonia (Dania, 1831)[11][12][14]

## Pełna tytulatura
Ferdynand I, z Bożej łaski cesarz Austrii, król Węgier i Czech, piąty tego imienia, król Lombardii i Wenecji, Dalmacji, Chorwacji, Slawonii, Illyrii, Galicji i Lodomerii, król Jerozolimy, etc. arcyksiążę Austrii, wielki książę Toskanii, książę Lotaryngii, Styrii, Karyntii i Karnioli, wielki książę Siedmiogrodu, margrabia Moraw, książę Górnego i Dolnego Śląska, Modeny, Parmy, Piacenzy i Guastalli, Oświęcimia, Zatora, Cieszyna, Friuli, Raguzy i Zadaru, uksiążęcony hrabia Habsburga, Tyrolu, Kyburga, Gorycji i Gradiszki, margrabia Górnych i Dolnych Łużyc oraz Istrii, hrabia Hohenems, Feldkirch, Bregentz, Sonnenbergu, etc. pan Triestu, Cattaro i Marchii Wendyjskiej, etc. prezydent Związku Niemieckiego, etc. etc.

## Genealogia
| Prapradziadkowie                                 | Leopold Józef Lotaryński (1679-1729) ∞1689 Elżbieta Charlotta Orleańska (1676-1744)                                                                                     | Leopold Józef Lotaryński (1679-1729) ∞1689 Elżbieta Charlotta Orleańska (1676-1744)                                                                                     | cesarz rzymski Karol VI Habsburg (1685-1740) ∞1708 Elżbieta von Braunschweig-Wolfenbüttel (1691-1750)                                                                   | cesarz rzymski Karol VI Habsburg (1685-1740) ∞1708 Elżbieta von Braunschweig-Wolfenbüttel (1691-1750) | król Hiszpanii Filip V Burbon (1683-1746) ∞1714 Elżbieta Farnese (1692-1766)                       | król Hiszpanii Filip V Burbon (1683-1746) ∞1714 Elżbieta Farnese (1692-1766)                                                                                        | król Polski August III Sas (1696-1763) ∞1719 Maria Józefa Habsburżanka (1699-1757)                                                                                  | król Polski August III Sas (1696-1763) ∞1719 Maria Józefa Habsburżanka (1699-1757)                                                                                  |
| Pradziadkowie                                    | cesarz rzymski Franciszek I Lotaryński (1708-1765) ∞ 1736 Maria Teresa Habsburg (1717-1780)                                                                             | cesarz rzymski Franciszek I Lotaryński (1708-1765) ∞ 1736 Maria Teresa Habsburg (1717-1780)                                                                             | cesarz rzymski Franciszek I Lotaryński (1708-1765) ∞ 1736 Maria Teresa Habsburg (1717-1780)                                                                             | cesarz rzymski Franciszek I Lotaryński (1708-1765) ∞ 1736 Maria Teresa Habsburg (1717-1780)           | król Hiszpanii Karol III Burbon (1716-1788) ∞ 1738 Maria Amalia Wettyn (1724-1760)                 | król Hiszpanii Karol III Burbon (1716-1788) ∞ 1738 Maria Amalia Wettyn (1724-1760)                                                                                  | król Hiszpanii Karol III Burbon (1716-1788) ∞ 1738 Maria Amalia Wettyn (1724-1760)                                                                                  | król Hiszpanii Karol III Burbon (1716-1788) ∞ 1738 Maria Amalia Wettyn (1724-1760)                                                                                  |
| Dziadkowie                                       | cesarz rzymski Leopold II Habsburg (1747-1792) –––––––––––––––––––––––––––––––––––––––––––––––––––––––––––––––––––– królowa Sycylii Maria Karolina Habsburg (1752-1814) | cesarz rzymski Leopold II Habsburg (1747-1792) –––––––––––––––––––––––––––––––––––––––––––––––––––––––––––––––––––– królowa Sycylii Maria Karolina Habsburg (1752-1814) | cesarz rzymski Leopold II Habsburg (1747-1792) –––––––––––––––––––––––––––––––––––––––––––––––––––––––––––––––––––– królowa Sycylii Maria Karolina Habsburg (1752-1814) | ∞ 1765 –––––––––––––––––––– ∞ 1768                                                                    | ∞ 1765 –––––––––––––––––––– ∞ 1768                                                                 | cesarzowa rzymska Maria Ludwika Burbon (1745-1792) –––––––––––––––––––––––––––––––––––––––––––––––––––––––––––––––––––– król Sycylii Ferdynand I Burbon (1751-1816) | cesarzowa rzymska Maria Ludwika Burbon (1745-1792) –––––––––––––––––––––––––––––––––––––––––––––––––––––––––––––––––––– król Sycylii Ferdynand I Burbon (1751-1816) | cesarzowa rzymska Maria Ludwika Burbon (1745-1792) –––––––––––––––––––––––––––––––––––––––––––––––––––––––––––––––––––– król Sycylii Ferdynand I Burbon (1751-1816) |
| Rodzice                                          | cesarz Austrii Franciszek II Habsburg (1768-1835) ∞1790 Maria Teresa Burbon-Sycylijska (1772-1807)                                                                      | cesarz Austrii Franciszek II Habsburg (1768-1835) ∞1790 Maria Teresa Burbon-Sycylijska (1772-1807)                                                                      | cesarz Austrii Franciszek II Habsburg (1768-1835) ∞1790 Maria Teresa Burbon-Sycylijska (1772-1807)                                                                      | cesarz Austrii Franciszek II Habsburg (1768-1835) ∞1790 Maria Teresa Burbon-Sycylijska (1772-1807)    | cesarz Austrii Franciszek II Habsburg (1768-1835) ∞1790 Maria Teresa Burbon-Sycylijska (1772-1807) | cesarz Austrii Franciszek II Habsburg (1768-1835) ∞1790 Maria Teresa Burbon-Sycylijska (1772-1807)                                                                  | cesarz Austrii Franciszek II Habsburg (1768-1835) ∞1790 Maria Teresa Burbon-Sycylijska (1772-1807)                                                                  | cesarz Austrii Franciszek II Habsburg (1768-1835) ∞1790 Maria Teresa Burbon-Sycylijska (1772-1807)                                                                  |
| Ferdynand I Habsburg (1793-1875), cesarz Austrii | | | | | | | | |